# バルバラ・ボナンセーア
- バルバラ・ボナンセア

バルバラ・ボナンセーア（Barbara Bonansea, 1991年6月13日 - ）は、イタリア・ピネローロ出身のサッカー選手。ユヴェントスFC所属。ポジションはフォワード。

## 経歴

### クラブ
1991年6月13日、イタリア・ピエモンテ州ピネローロに生まれた。2004年に同じくピエモンテ州にあるトリノの下部組織に加わり、そこで2005-06シーズンから2年連続でカンピオナート・プリマヴェーラのタイトルを獲得した。その後にトップチームの一員となると、2007年9月15日に行われた2007-08シーズン開幕節のアタランタとの試合でセリエAにデビュー。翌年11月22日のタヴァニャッコ戦でセリエAでの初得点を記録した。
2012年の夏、ブレシアに加入した。加入1年目のリーグ戦では得点ランク4位タイとなる22得点を挙げ、クラブにとって最高成績タイとなる3位での終了に貢献。翌2013-14シーズンはクラブにとっても自身にとっても初となるセリエAのタイトルを獲得した。2017年に退団するまでセリエAを2度、コッパ・イタリアを2度、スーペルコッパ・イタリアーナを3度制し、また2016年にはグラン・ガラ・デル・カルチョの年間最優秀女子サッカー選手賞を獲得した。
2017年の夏、新たに創設されたユヴェントスに加入した。9月30日に行われた2017-18シーズンの開幕節アタランタ戦で、ユヴェントスにとってのセリエA初得点を含む2得点を挙げたのを皮切りに、シーズンを通じて得点ランク2位となる19得点を挙げてセリエA制覇に貢献。翌2018-19シーズンにはUEFA女子チャンピオンズリーグ1回戦のブレンビー戦で2得点を挙げ、セリエAに続いてチャンピオンズリーグでもユヴェントスにとっての初得点を記録した。このシーズンもセリエAでは優勝を果たすと、その後も2021-22シーズンまで5年連続でスクデットを獲得した。自身も2020年から2年連続でイタリア人女子サッカー選手初となるFIFA FIFPro ワールドイレブンに選出された。

### 代表
2012年9月19日、アウェイで行われたUEFA欧州女子選手権2013予選のギリシャ代表戦でイタリア代表にデビューした。
イタリアにとって20年振りのFIFA女子ワールドカップとなった2019年フランス大会では、グループステージ初戦のオーストラリア代表との試合で2得点を挙げ逆転での勝利を呼び込んだ。チームもグループステージを首位で突破、続く決勝トーナメント1回戦では中国代表を破り、1991年大会以来となるベスト8にまで進出した。

## タイトル

### クラブ
ブレシア
- セリエA：2回（2013-14, 2015-16）
- コッパ・イタリア（英語版）：2回（2014-15, 2015-16）
- スーペルコッパ・イタリアーナ（英語版）：3回（2014, 2015, 2016）

ユヴェントス
- セリエA：5回（2017-18, 2018-19, 2019-20, 2020-21, 2021-22）
- コッパ・イタリア（英語版）：3回（2018-19, 2021-22, 2022-23）
- スーペルコッパ・イタリアーナ（英語版）：3回（2019, 2020, 2021）

### 個人
- グラン・ガラ・デル・カルチョ
  - 年間最優秀女子サッカー選手：2016
  - 女子年間ベスト11：2019
  - 女子年間最優秀ゴール：2021
- FIFA FIFPro ワールドイレブン：2020, 2021
- イタリアサッカー殿堂（英語版）：2021